# Burni Karang
Burni Karang är ett berg i Indonesien.   Det ligger i provinsen Aceh, i den västra delen av landet, 1 600 km nordväst om huvudstaden Jakarta. Toppen på Burni Karang är 781 meter över havet, eller 81 meter över den omgivande terrängen. Bredden vid basen är 1,1 km.
Terrängen runt Burni Karang är varierad. Trakten runt Burni Karang är nära nog obefolkad, med mindre än två invånare per kvadratkilometer. I omgivningarna runt Burni Karang växer i huvudsak städsegrön lövskog.